# 萨图克
萨图克汗（？—1434年，维吾尔语、乌尔都语、阿拉伯语、波斯语：ستوق خان‬）是马哈麻汗的儿子，开始被帖木儿帝国君主乌鲁伯格宣称为名义上的东察合台汗国大汗。1428年到蒙兀儿斯坦成为东察合台汗国大汗。与歪思汗并立。1429年，他击败歪思汗，歪思汗被困在流沙，最终被自己的士兵用箭射死。萨图克成为新的东察合台汗国大汗（1429年—1434年）。
东察合台汗国拒绝服从萨图克汗，认为他是帖木儿人派遣的傀儡统治者。所以萨图克汗再不能留在蒙兀儿斯坦，到喀什退休。蒙兀儿斯坦被分成两部，分别由歪思汗的两个儿子羽奴思、也先不花二世统治。萨图克汗不被国家大部分承认，只是控制喀什。他征服了杜格拉特埃米尔卡拉庫爾－阿赫馬德·米兒咱（埃米尔忽歹達的孙子）。这之后不久，乌鲁伯格派出一支军队到喀什，俘虏了萨图克汗到撒马尔罕，把萨图克腰斬成两半。喀什在帖木儿的统治下几年，乌鲁伯格在军镇任命了长官。
| 前任者： 歪思汗 | 东察合台汗国君主 1429–1434 | 繼任者： 也先不花二世 |